# 腎実
腎実（じんじつ）とは、漢方医学で言う内分泌系や免疫機能など全般の機能亢進によりおこる症状を言う。

## 概要
漢方医学では六臓のうち腎は五行思想で言う水を司る機能を指し、六腑で言えば膀胱、五官で言えば耳、五体で言えば骨や歯に相当するため腎の機能の亢進は（西欧医学で言う腎臓の機能障害とは異なる）神経過敏、ストレスを感じているなどがあらわれるとされる。漢方医学では腎に人間の精気のうち生殖能力に関わるものを貯めるとされているために腎の機能亢進すなわち腎実は広く精力過剰を指す言葉として用いられている。
対処としては
鍼灸においては五行や東洋医学の治療方針の関係から五行では自経が実すれば、その子を瀉すとされており、この場合、水の気である腎が実すれば木の気である子の肝を瀉せとされており、腎経の湧泉穴、肝経の大敦穴が用いられる。